# Laudon Andrea
Laudon Andrea (Budapest, 1993. június 16. –) magyar szinkronszínész, modell.

## Élete és pályafutása
Rendszeresen szinkronizál Földessy Margit stúdiójában. Legtöbbször filmekben, sorozatokban és rajzfilmekben szinkronizál, de színházban is játszott. 
2016 augusztusában YouTube-csatornát is indított Soulshine by Andi néven.

## Filmográfia

### Színházi szerepei
- Légy jó mindhalálig (2005)

### Szinkronszerepei

#### Film
- Vissza a nyeregbe – Jenna
- 9 – A szám hatalma – Noelle
- Agymanók – Riley Anderson
- Balerina – Felicy
- Barbie, a Sziget hercegnője – Gina
- Bar/átok – Savannah O'neal/Emma Reynolds
- A Bloom család két szólamban – Kim
- Családi űrutazás – Stanley Farmer
- A csíkos pizsamás fiú – Gretel
- Csináld magad szuper pasi – Mae Hartley
- Demóna – Aurora hercegnő
- Elemi – Parázs
- Fák jú, Tanár úr! – Laura
- Hadak útján – Emilie
- Kavarás – Hilary Friedman
- Korlátok nélkül – Isla
- A legjobb játékos – Chris 'Prodigy' Saunders
- Monster High – Frankie Stein
- Nim szigete – Nim Rusoe
- Eperke legújabb kalandjai - Áfonya
- Ralph lezúzza a netet – Aurora hercegnő
- A szörny, akit hívtam – Cassie Keller
- Vadregény – Piroska
- Végjáték – Valentine Wiggin
- Zambézia – Pihe
- Kertitörpe-kommandó – Chloe
- Pokémon - Pikachu, a detektív – Lucy Stevens
- Szűzőrség – Julie
- Végzet: A Winx Saga – Stella
- She-ra, és a lázadó hercegnők - Catra
- Elemi - Parázs

#### Televízió
- 11 (televíziós sorozat) – Martina
- 90210 – Naomi Clark
- Alaska nyomában – Sara
- Alex és bandája – Rebecca
- Alisa - Caroline Hunt/Castellhoff
- Austin és Ally – Trish De la Rosa
- A házasság buktatói: Filiz Berksoy – İlda Özgürel
- Big Time Rush – Lucy Stone
- Bír-lak – Donna Jo "DJ"
- Beyblade: Metal Fusion – Madoka Amano
- Bleach – Riz
- Békaland- Maddie
- Bia - Chiara Callegri
- BOSZI Akadémia – Andi Cruz
- A bosszú csapdájában - Elif Aslanbey
- A házasság buktatói – Filiz Berksoy - İlda Özgürel
- Bubbi Guppik – Oona
- A császárság kincse - Danashiri császárné
- Csajok a zŰrből – Amber
- A csodadoktor – Açelya Dingin (Hayal Köseoğlu)
- Deltora Quest – Tira
- Chicago Med – Elsa Curry
- Az első szerelem – fiatal Jae
- Az én kis családom – Yeliz
- Én még sosem - Elenor Won
- Eperke legújabb kalandjai – Áfonya
- Eufória – Jules Vaughn
- Fullmetal Alchemist – Shamballa hódítója – Sheska
- Frankie vagyok – Dayton Reyes
- Go Jetters – Xuli
- Harry Bosch – A nyomozó – Maddie Bosch
- Holló – Út a mennyországba – Sarah Mohr
- Hunter Street – Jasmyn
- iCarly – Sam Puckett
- Az ígéret - Suna Tarhun
- Kalandok Kythera szigetén
- Könnyek királynője – Norma
- Laborpatkányok – Bree
- A Lármás család - Lármás Lola
- A legboszibb boszi – Andi Cruz
- Locke And Key - Kinsey Locke
- LoliRock – Ariana
- A Mancs őrjárat – Everest
- Marina – Patricia "Paty" Alarcón
- Megtalálsz Párizsban - Romi Jensen
- Megtört szívek – Cansu
- Miraculous: Lila Rossi, Barkk (a kutya kwami)
- Modern család – Haley Dunphy
- Monsuno – Jinja
- Mysticons – Zarya Moonwolf
- Az Oroszlán őrség – Tiifu
- Parányi varázslat – Grace
- Penn Zero, a félállású hős – Amber
- Rádiókalózok – Lily
- Sam és Cat – Sam Puckett
- Sexyfi - Paulina
- Soul Eater – Lélekfalók – Eruka Frog
- Star Darlings: Csillagocskák – Sage
- Star Wars: A Rossz Osztag – Lyana Hazard
- Star Wars: Látomások – Haru
- Szexoktatás - Ruby
- Supa Strikas – Kat
- Szulejmán – Nilüfer Hatun (Hayal Köseoğlu) / Rümeysa szultána (Elif Atakan) / (Büşra Ayaydın) / Eszmehán szultána (felnőtt)
- Szivárvány csapat – BB
- A szultána – Meleksima szultána
- Szünidei napló – Tamar
- A Thunderman család – Phoebe
- Tizenhárom okom volt – Hannah Baker
- Trónok harca – Szegfű[2]
- Utódok – Jane
- Utódok: Komisz világ – Jane
- Vészhelyzet Mexikóban Pamela Miranda - Lorena García
- Violetta – Francesca Cauviglia

#### Videojáték
- League of Legends - Briar, Rell